# God Damn Evil (álbum de Stryper)
God Damn Evil es el duodécimo álbum de estudio de la banda de heavy metal Stryper. Fue producido por el cantante y guitarrista Michael Sweet y publicado el 20 de abril de 2018.
Es el primer álbum desde la incorporación de Perry Richardson al grupo en reemplazo del bajista original Tim Gaines. Sin embargo, Richarson no pudo participar en la grabación de este álbum debido a problemas de agenda. El bajista que participó en la grabación fue John O'Boyle, quien había tocado el bajo en los dos últimos álbumes de Michael Sweet como solista.

## Lista de canciones
| N.º   | Título                         | Duración |  |
| 1.    | «Take It to the Cross»         | 4:55     |  |
| 2.    | «Sorry»                        | 3:55     |  |
| 3.    | «Lost»                         | 3:43     |  |
| 4.    | «God Damn Evil»                | 4:05     |  |
| 5.    | «You Don´t Even Know Me»       | 4:10     |  |
| 6.    | «The Valley»                   | 4:14     |  |
| 7.    | «Sea of Thieves»               | 3:40     |  |
| 8.    | «Beautiful»                    | 4:01     |  |
| 9.    | «Can´t Live Without Your Love» | 4:44     |  |
| 10.   | «Own Up»                       | 3:43     |  |
| 11.   | «The Devil Doesn´t Live Here»  | 3:25     |  |
| 44:46 |                                |          |  |

## Personal
- Michel Sweet - voz principal, guitarra
- Oz Fox - voz secundaria, guitarra
- Robert Sweet - batería

### Personal adicional
- John O'Boyle - bajo
- Charles Foley - voz secundaria
- Paul McNamara - teclado, sintetizador, voz secundaria en "God Damn Evil"
- Danny Bernini - percusión, grabación
- Matthew Bachand - voz gutural en "Take It to the Cross"
- Tyler Murello - voz secundaria en "God Damn Evil"
- Kenny Lewis - ediciones adicionales